# جوناثان ديليسل
جوناثان ديليسل هو لاعب هوكي جليد كندي، ولد في 30 يونيو 1977 في سانت آن دي بلين في كندا، وتوفي في 16 مارس 2006 في بوسفيل في كندا بسبب حادث مرور.

## وصلات خارجية
- جوناثان ديليسل على موقع دوري الهوكي الوطني (الإنجليزية)
- جوناثان ديليسل على موقع قاعة مشاهير الهوكي (لاعب أن.إتش.أل) (الإنجليزية)
- جوناثان ديليسل على موقع EliteProspects.com (الإنجليزية)
- جوناثان ديليسل على موقع HockeyDB.com (الإنجليزية)
- جوناثان ديليسل على موقع Hockey-Reference.com (الإنجليزية)